# Nicole Anyomi
 (juin 2024).
Si vous disposez d'ouvrages ou d'articles de référence ou si vous connaissez des sites web de qualité traitant du thème abordé ici, merci de compléter l'article en donnant les références utiles à sa vérifiabilité et en les liant à la section « Notes et références ».
Nicole Anyomi, née le 10 février 2000 à Krefeld, est une joueuse de football internationale allemande. Elle joue au poste d'attaquante dans le championnat d'Allemagne féminin avec le club de l'Eintracht Francfort.

## Carrière

### En club
Nicole Anyomi commence le football dans le club local de Krefeld : le SuS Krefeld. Elle s'entraîne ensuite au Borussia Mönchengladbach de 2012 à 2014, avant de rejoindre le SG Essen-Schönebeck à l'âge de quatorze ans. Elle y joue d'abord en junior, puis gravit les échelons jusqu'en octobre 2016 où elle entre en jeu lors d'un match de Bundesliga contre le 1. FFC Turbine Potsdam.
À partir de la saison 2021-2022, elle joue à l'Eintracht Francfort et son contrat court jusqu'en 2024.

### En sélection
Nicole Anyomi est dans un premier temps sélectionnée avec les différentes équipes allemandes : les U-15, puis les U-16, puis les U-17 puis enfin les U-19 de l'équipe d'Allemagne. Le 21 février 2021, sa carrière en équipe A débute lorsqu'elle entre en jeu à la 61ème minute contre la Belgique.
Elle fait partie des Allemandes ayant fini vice-championnes de l'Euro 2021, tournoi où elle y inscrit son premier but en équipe nationale (contre la Finlande).

## Vie privée
Elle est née d'un père togolais et d'une mère ghanéenne. Elle fait partie d’une fratrie de 3 enfants dont 2 frères.